# Dulowo (stacja kolejowa)
Dulowo (ros. Дулёво) – stacja kolejowa w miejscowości Likino-Dulowo, w rejonie oriechowsko-zujewskim, w obwodzie moskiewskim, w Rosji. Położona jest na Wielkim Pierścieniu Kolei Moskiewskiej.

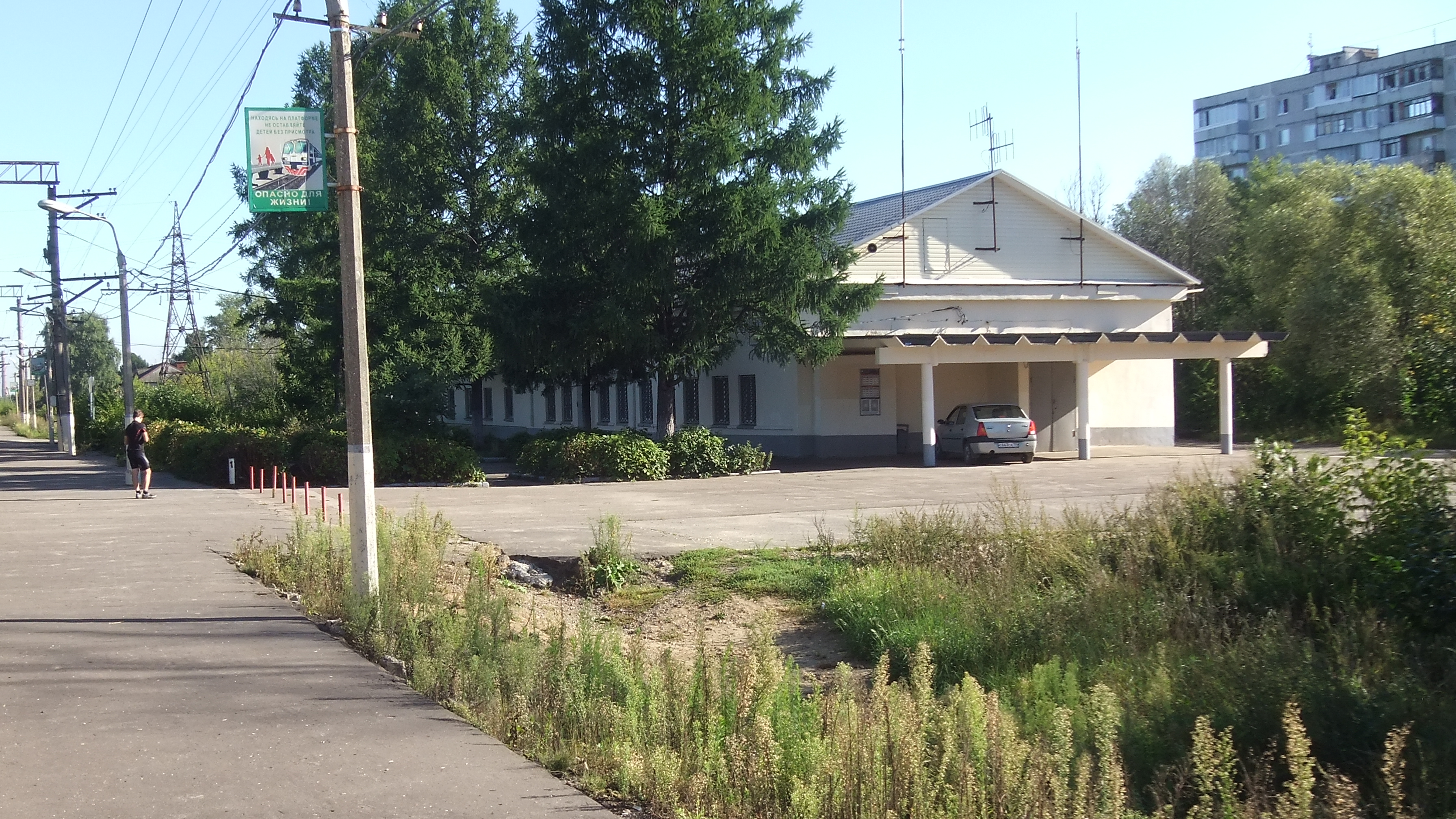
budynek stacyjny